# Gentoo
Gentoo er en linuxdistribution, hvor fleksibiliteten er sat i højsædet. Det har den konsekvens, at installation af nye programmer for det meste foregår på den måde, at man henter den nyeste version af programmernes kildekode og oversætter den på den computer, hvor de skal bruges. Det giver mulighed for at udnytte computerens muligheder fuldt ud, da der ikke skal tage hensyn til, at det oversatte program skal bruges andre steder. Fleksibiliteten viser sig også ved, at man på installationstidspunktet kan vælge mange muligheder i programmerne til eller fra. I nogle programmer kan man for eksempel vælge muligheden for lyd helt fra.
Fleksibiliteten gør, at installation af selve distributionen og programmerne er mere kompleks end med de fleste andre distributioner. Installationen foregår via en kommandolinje, og der er ingen menuer med fastlagte valgmuligheder. Der bliver heller ikke gjort forsøg på at 'opdage' hardware automatisk. Som mange andre distributioner er der en stabil pulje af programmer og en til test. Med Gentoo er der en tendens til at programmer bliver erklæret stabile ret hurtigt, og der kan være enkelte ting, der ikke virker helt. På den anden side bliver nye muligheder også hurtigt gjort tilgængelige for brugeren. Eksempelvis var Gentoo en af de første distributioner til at bruge linux kernen i version 2.6.

## Udgivelser og versioner
Til og med 2004 blev der udgivet installationsmedier fire gange om året, men det er blevet ændret til halvårlige udgivelser. For nye brugere betyder det, at der kan være et stort opdateringsarbejde efter installationen, hvis det er længe siden der er udgivet en cd. Programversionerne udvælges omhyggeligt, så der kommer et stabilt system ud af det. Det er ikke blot et versionerne som de så ud på et bestemt tidspunkt. Derfor er det ikke strengt nødvendigt at opdatere et sådant system.
For eksisterende brugere betyder et versionsskift at systemets profil kan opdateres. Profilen bestemmer, hvilke programmer, der er en del af basissystemet og derfor normalt ikke kan fjernes. Profilen giver også standardinstillinger for oversættelse af programmer. Traditionelt har profilen kun været afhængig af maskintypen. Dette er er blevet ændret i forbindelse med 2006.1-udgivelsen. Der er nu både en server-profil og en desktop-profil for visse maskintyper. Forskellen er kun i hvad der er valgt som standard.
Det er muligt at vælge test-udgaver af udvalgte programmer og at vælge, at der altid skal bruges testversioner. Hvis man har problemer med et bestemt program, kan det af og til løses ved en opgradering til nyeste testversion. Mange Gentoo-brugere bruger generelt testudgaverne. Det samme program kan godt være markeret som en testudgave for en maskintype som PowerPC mens det er markeret som stabilt for eksempelvis Intel-baserede pc'er.

## Portabilitet
Gentoo blev oprindeligt designet til x86-arkitekturen, men det er blevet porteret til mange andre fordi linux, gcc, glibc, og Portage er meget portable. Gentoo kan nu afvikles på x86-, PowerPC-, PowerPC 970-, SPARC-, AMD64-, IA64-, MIPS-, ARM-, DEC Alpha-, PA-RISC-, ARM- og zSeries/s390-maskinarkitekturer. Gentoo var den første distribution til at tilbyde et komplet brugbart 64bit Linuxmiljø (kerne og brugerprogrammer) til PowerPC 970-arkitekturen.
Der er også et 'Gentoo til Mac'-projekt, der gør det muligt for Mac-brugere at bruge installationsprogrammet Gentoos Portage til installationer af programpakker som et alternativ til Fink.
Portabilitet til andre styresystemer, så som BSD-varianter, er ved at blive udviklet i Gentoo/ALT-projektet. Gentoo/FreeBSD har allerede udgivet et fungerende system. Gentoo til NetBSD og Open BSD er på vej. (Status pr. januar 2006)

## Installation af programmer
Da programmer som hovedregel installeres fra kildekode adskiller processen sig en del fra andre linux-distributioner. Systemet, der hedder Portage er kraftigt inspireret af ports-systemet i FreeBSD. Til alle trin i installationen bruges programmet emerge. Lokalt på maskinen vedligeholdes en oversigt, portage-træet, over tilgængelige programmer og de enkelte versioners status. Ikke alle versioner er egnede til produktionssystemer. Denne oversigt skal opdateres med jævne mellemrum, så de nyeste versioner bliver tilgængelige. Programmer kan installeres med kommandoen emerge programnavn. Programmets kildekode vil blive hentet over internettet, oversat og installeret i en arbejdsgang. Det er muligt, at opgradere et helt system til de seneste programversioner med en enkelt kommando. Hvis der er opdateringer til konfigurationsfiler, får de nye filer et præfiks, så lokale rettelser ikke overskrives.